# Ki no Tomonori
Ki no Tomonori (jap. 紀 友則; ur. ok. 850 –zm. ok. 907) – japoński poeta z wczesnego okresu Heian, jeden z Trzydziestu Sześciu Mistrzów Poezji.

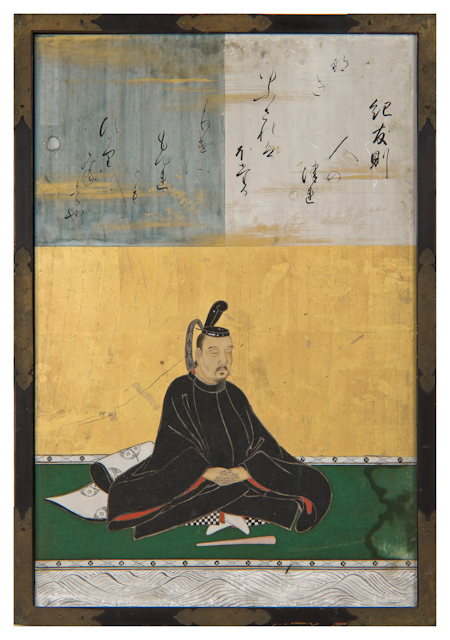
Ki no Tomonori autorstwa Tan’yū Kanō, 1648

Tworzył poezję w języku japońskim (waka). 46 jego wierszy jest zawartych w zbiorze „Kokin wakashū”, którego redakcję rozpoczął w 905 roku, na polecenie cesarza Daigo (zmarł nie ukończywszy dzieła). W innych zbiorach zachowało się więcej jego poezji.